# Leopold Gast

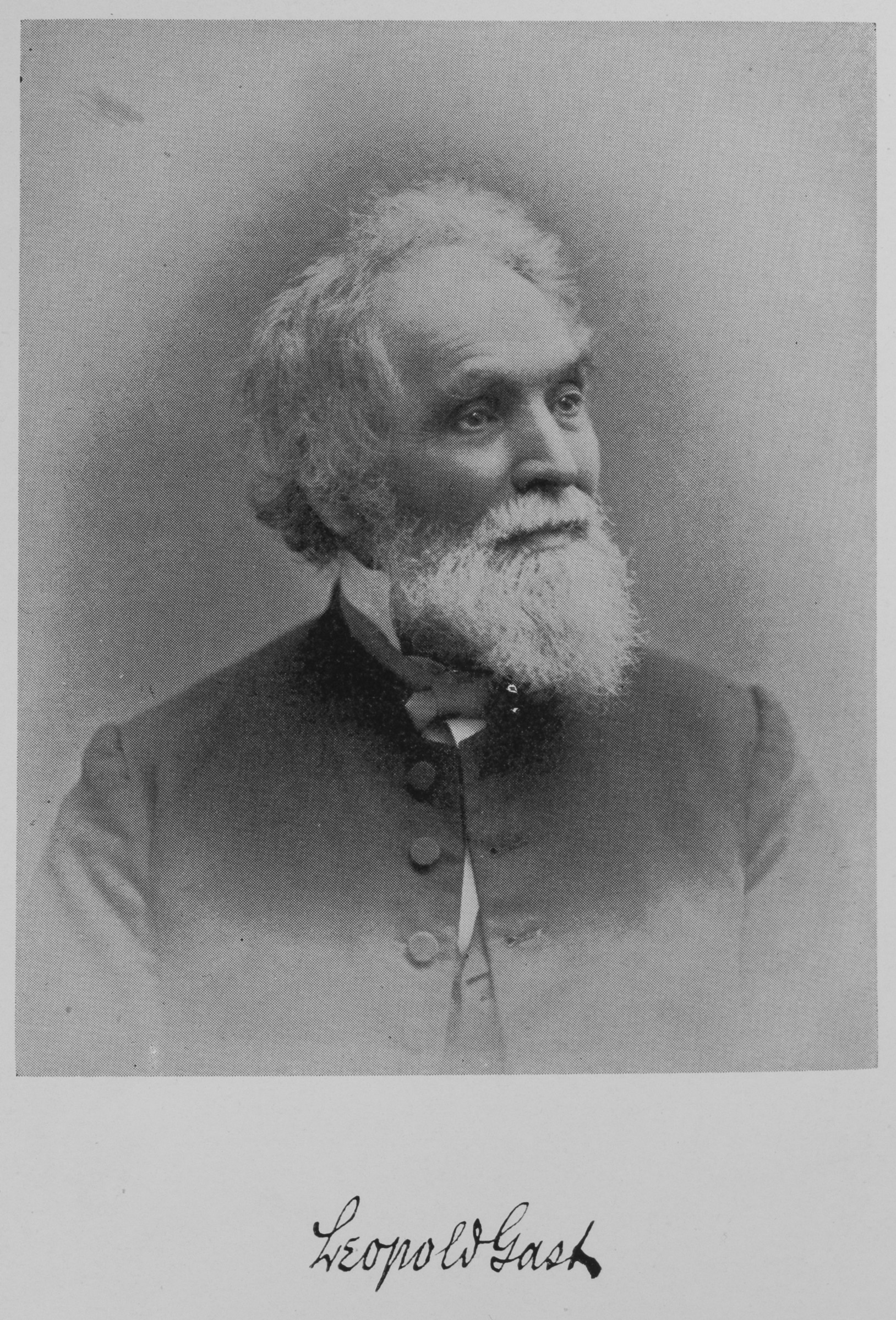
Porträt von Leopold Gast (aus seiner Biographie, Band 1)

Heinrich Conrad Leopold Gast (* 11. März 1810 in Belle, Lippe-Detmold; † 1. März 1898 in St. Louis) war ein deutschamerikanischer Lithograf und Unternehmer.

## Leben
Heinrich Gast war ein Sohn von Friedrich Christian Gast (1780–1829) und Amelie Sophie Elizabeth Kessel (1777–1860). Er studierte 1833/1834 an der Kunstakademie in Berlin. Anschließend war er in Berlin als Lithograf tätig. Im August 1840 heiratete er in Merseburg Henriette Pauline Bertha Volkmann (1819–1902). Ob das Paar dort vorübergehend auch seinen Wohnsitz nahm, ist nicht bekannt. Die Söhne Paul (1841–1906) und Johannes (1842–1906) wurden vermutlich in Berlin geboren. 1844 zog die Familie nach Halle an der Saale, wo Leopold Gast sich als Lithograf selbständig machte.
Im Revolutionsjahr 1848 emigrierte er zusammen mit seinem Bruder August Gast (1819–1891) in die USA. Sie arbeiteten zuerst einige Monate in New York und dann über ein Jahr in Pittsburgh als Lithografen. 1852 gründeten sie gemeinsam in St. Louis, Missouri die „Leopold Gast & Brother Lithograph Company“, die Leopold Gast leitete.
1860 unternahm Leopold Gast zusammen mit seinem Sohn Johannes (John) eine Reise nach Deutschland. Als er nach St. Louis zurückgekehrt war, begann der Amerikanische Bürgerkrieg, in dem sein älterer Sohn Paul als Offizier diente. Gesundheitliche und finanzielle Probleme zwangen ihn 1866 dazu, seine Anteile an der Firma an seinen Bruder August zu verkaufen.
Neben den ältesten Söhnen Paul und John hatte das Ehepaar noch weitere fünf Kinder, von denen die drei letzten in Amerika geboren wurden.

## Schriften
- Leopold Gast: Ein Gast auf Erden und sein Pilgerlauf in der Alten und Neuen Welt. Hrsg.: Bertelsmann. Band 1. C. Bertelsmann, Gütersloh 1894, OCLC 162989860, urn:nbn:de:bvb:12-bsb00134177-3.
- Leopold Gast: Ein Gast auf Erden und sein Pilgerlauf in der Alten und Neuen Welt. Hrsg.: Bertelsmann. Band 2. C. Bertelsmann, Gütersloh 1897, OCLC 1074068192.